# Városligeti Ifjúsági Sportpályák

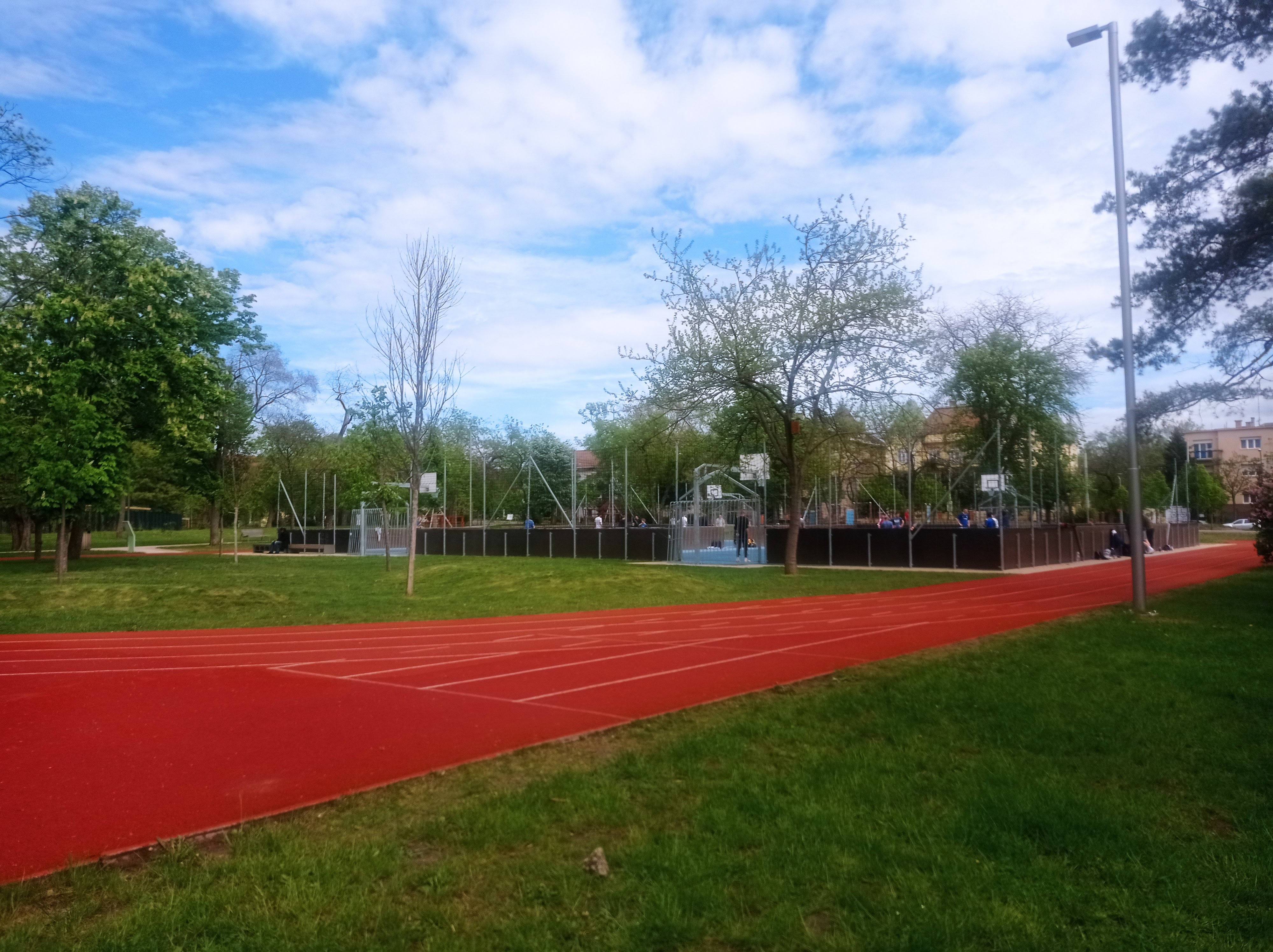
Ifjúsági sportpályák a ligetben

A Városligeti Ifjúsági Sportpályák a budapesti Városliget keleti részén, az Ajtósi Dürer sor és a Stefánia út kereszteződéséhez közel épültek meg a Liget Budapest Projekt részeként. A pályákat 2018 nyarán adtak át a közönségnek. Az új sport területtel elsősorban a környező iskolák igényeit kívánták kielégíteni, tanítási időben ők használhatják azokat testnevelés órák keretében. A Garten Studio tervei alapján épült pályákat iskolaidőn kívül minden más sportolni vágyó is ingyenesen használhatja.

## Sportpályák felépítése
A tervezés során számos egyeztetést tartottak a környező iskolákkal, ezáltal felmérték a testnevelés órák kapcsán felmerülő szakmai igényeket. Ennek eredményeként a parkrészben egy kétszáz méteres, négysávos, rekortánnal borított futókört, és két multifunkciós, kosárlabdázásra, kézilabdára és kispályás focizásra alkalmas pályát alakítottak ki. Az iskolák kérései, visszajelzései alapján készült még egy távolugró pálya is és kültéri fitnesz eszközök is helyet kaptak a területen, ahol a növényzetet, zöldterületet is rendbe hozták.